# 폭풍 작전
폭풍 작전(暴風作戰, 러시아어: Летнее наступление КНА, 영어: Operation Pokpung/Storm)은 조선민주주의인민공화국이 대한민국을 침공하기 위해 계획한 작전으로, 6.25 전쟁이 이 작전으로 인해 시작되었다. 작전은 1950년 6월 25일 새벽 4시에 시작되었으며, 북위 38도 이북 일대에서 선전포고 없이 진행되었다. 대한민국 국군은 제대로 된 전투를 해보지도 못한 채 붕괴되었고, 공산군은 빠르게 서울을 향해 남하했다. 작전은 조선민주주의인민공화국과 소비에트 연방 양측에서 계획되었다. 더욱이 소련은 전차와 항공기 같은 지원 무기를 공산주의 동맹국에게 지원했다. 이 지원 무기로 공산군은 대한민국의 수도인 서울을 3일 만에 점령할 수 있었다. 춘천, 옥계, 주문진, 대한해협 등지에서도 공산군이 대한민국 국군을 공격하였으나, 이 전투에서는 대한민국 국군이 승리를 거두었다.
원래 목표는 침공으로부터 50일이자 광복절 5주년인 1950년 8월 15일에 한반도 전체를 점령하는 것이었다. 그러나 조선인민군 제2군단이 동부 전선에서 대한민국 국군 제6보병사단에게 궤멸되는 상황이 발생하여 공산군의 침략은 저지되었다. 곧 6월 27일 미국이 전쟁에 참전하기로 결의했고, 7월 7일에는 유엔 안보리가 결의 제84호를 채택했다. 이에 따라 유엔군이 처음으로 결성되어 대한민국에 파병되었는데, 첫 전투는 오산에서 발발했다.

## 서막
1950년 3월부터 조선인민군은 그들의 무장을 강화하고 대한민국을 공격하기 위한 준비를 갖추기 위해 군대를 재배치했다. 5월 16일, 조선민주주의인민공화국의 사무관과 소비에트 사회주의 공화국 연방의 사무관이 전쟁에 대한 마지막 토의를 시작했다. 조선민주주의인민공화국의 국방총리는 그날 이후로 고위급 회담을 개최했다. 6월 10일, 북측의 국방 총리는 비밀스레 모든 사단 및 여단 사령관들은 평양으로 모이게 했다.
조선민주주의인민공화국의 장교 총책임자였던 강건은 6월 23일까지 모든 군대에게 방어전인 것처럼 꾸며진 공격 작전에 대한 준비를 마치라고 지시했다. 6월 11일, 조선인민군은 2개의 군단으로 재조직되었고, 북위 38도 이북으로 10에서 15km 떨어진 전선에 사단들이 배치되었다. 6월 18일, 인민국방총리는 정찰명령 제1호를 발령해 각 사단들에게 대한민국 국군의 위치 및 활동 범위에 대한 정보를 얻어오라고 지시했다. 6월 22일, 재배치 및 재편성이 끝나고 이오시프 스탈린으로부터 침공을 승인을 받은 다음에 소련 군사고문관들이 인민국방총리에게 전투 명령 1호를 발령하라고 지시했다.
그러는 와중에 김일성은 이오시프 스탈린에게 전쟁은 6월 25일에 시작될 것이라고 알려주었고, 스탈린은 이에 동의했다. 계획된대로 조선인민군은 새벽 4시에 북위 38도 이북에서 대한민국 국군을 공격했다. 전쟁이 시작되자 김일성은 정부 긴급회의를 열고 상황을 파악하지 못한 조선로동당의 당원들에게 "동지들, 배반자 리승만의 군대(대한민국 국군)가 38선(북위 38도)을 건너와 우리 공화국(조선민주주의인민공화국)에 도전하기 위해 전면적 침공을 시작했소."라고 말했다.